# Стельмах Михайло Панасович
Миха́йло Пана́сович Сте́льмах (11 (24) травня 1912 , Дяківці, Подільська губернія  — 27 вересня 1983 , Київ ) — український радянський письменник, драматург, педагог, фольклорист. Член Спілки письменників УРСР, академік АН УРСР (з 29 березня 1978 року), Герой Соціалістичної Праці (23.05.1972), лауреат Сталінської (1951) та Ленінської премії (1961), лауреат Національної премії України імені Тараса Шевченка (1980). Батько драматурга Ярослава Стельмаха. Депутат Верховної Ради СРСР 6—10-го скликань.

## Біографія
Народився 11 (24) травня 1912 року в селі Дяківцях (тепер Літинського району Вінницької області) у родині селянина, хлібороба, ветерана російсько-японської війни Панаса Стельмаха. Мати — білоруска. Був єдиною дитиною в сім'ї. Дитинство провів на Вінниччині, проте деякий час проживав в Одесі. У восьмирічному віці повернувся до Дяківців. Михайло Стельмах швидко навчився читати, тому одразу був прийнятий до 2 класу сільської школи. Після закінчення загальноосвітньої школи навчався в Українському педагогічному технікумі імені Івана Франка. У 1930 р. технікум був реорганізований у вищий навчальний заклад. Трудову діяльність розпочав у вінницькій газеті «Більшовицька правда», будучи на останньому курсі технікума.
У 1933 році закінчив літературний факультет Вінницького педагогічного інституту, нині ВДПУ імені М. Коцюбинського, (першим у селі отримав вищу освіту) до 1935 р. вчителював на Вінниччині і до 1939 року вчителював у селах Київщини, де познайомився з письменником Яковом Качуром. У 27 років Михайло Стельмах вступив на курси літераторів при Спілці письменників України, проте того ж року почалась Друга світова війна і 1939 року був мобілізований до Червоної армії, учасник німецько-радянської війни. Як солдат-артилерист воював у Білорусі, був двічі поранений. З 1944 року працював у редакції газети 1-го Українського фронту «За честь Родины». Лікувався в місті Уфі, куди була евакуйована СПУ. Тоді ж познайомився з Максимом Рильським. З кінця війни пробував себе в прозовому жанрі — романі. Під час війни у Воронежі та Уфі вийшли під редакцією Максима Рильського дві збірки фронтових віршів Михайла Стельмаха: «Провесінь», «За ясні зорі» (1942); в 1943 році — в Уфі надрукована книжка оповідань «Березовий сік» під редакцією Юрія Яновського.
Після війни, на запрошення поета Максима Рильського, став співробітником Інституту фольклору, етнографії та мистецтва АН УРСР (1945–1954 роки). Обирався депутатом Верховної Ради СРСР 6—10-го скликань, був заступником голови Ради Національностей. Перші етнографічні розвідки Михайла Стельмаха розпочалися ще за часів вчителювання на Вінниччині.
Після закінчення війни Михайло Панасович побрався з Лесею Анатоліївною. Подружжя прожило разом майже 40 років. У 37 років у письменника народився син Ярослав (драматург, перекладач, кіносценарист, дитячий письменник), через 6 років — донька Марта (філолог, фольклорист, дизайнер ландшафту), а ще через два — син Дмитро (письменник, перекладач).

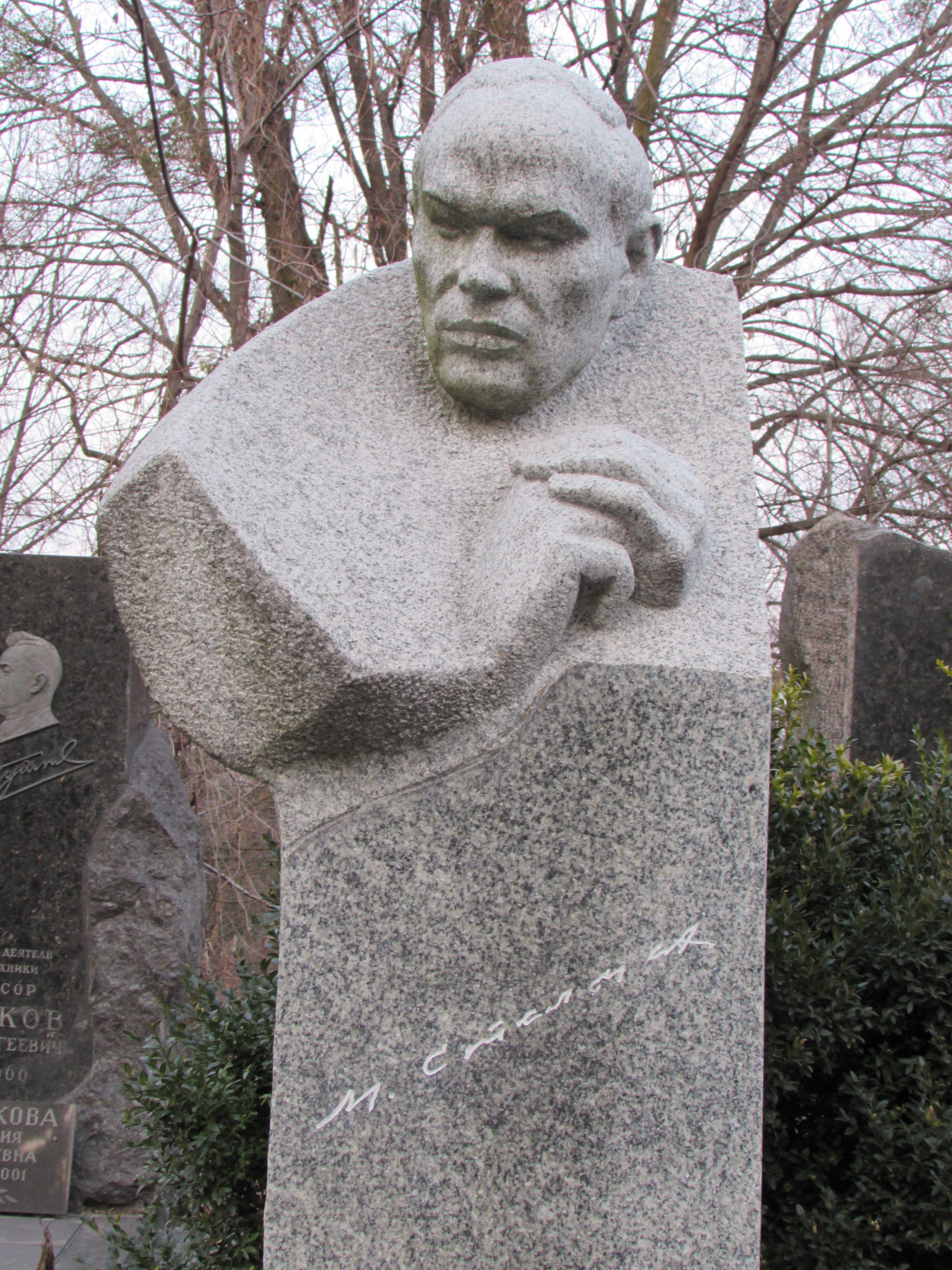
Могила Михайла Стельмаха

Жив у Києві у будинку письменників Роліті по вулиці Леніна (нині Богдана Хмельницького), 68. Помер 27 вересня 1983 р. у Києві. Похований на Байковому цвинтарі (ділянка № 2). Автори надгробного пам'ятника скульптор Ф. М. Согоян, архітектори Є. М. Стамо, М. М. Фещенко.
Також є свідчення, стосовно зв'язків Стельмаха з українським підпіллям. Зокрема про це згадує Олександр Ігорович Муратов: «– Щойно він відчинив мені двері, я оторопів. Він не міг зрозуміти, чому я так дивно на нього дивлюся. А я ж зразу усе згадав: ще в п'ятдесят першому році я був зв'язковим Української Повстанської Армії, і в мене була пересадка в Києві, коли я їхав чи то до Львова, чи то до Станіслава (тепер Івано-Франківськ). Мене направили до цієї людини за певною адресою (в ті часи Стельмах жив не там, де в сімдесяті, коли знімали „Гуси-лебеді“), де я повинен був узяти пакет — що в ньому було, я й досі не знаю, я його не розкривав. Тоді це був мій другий приїзд до Києва, я виконав доручення й іншу частину часу, яка лишалась до поїзда, провів на вокзалі, щоб не „світитися“. Господар, перш ніж впустити мене до квартири, кілька разів перепитав пароль, потім сам зашив мені в підкладку на курточці конверт. Минули роки — і я впізнав того господаря у Стельмаху… У нього була досить характерна зовнішність, його важко було не запам'ятати, та разом з тим я й тоді не був до кінця впевнений, що це саме він, бо в це важко було повірити — лауреат Ленінської, Сталінської, Шевченківської премій, депутат Верховної Ради СРСР. ».
Інші свідчення теж опосередковано вказують на це: Михайло Стельмах був напрочуд гарно обізнаним з діяльністю ОУН-УПА і як мінімум симпатизував цій організації. Слова доктора історичних наук Володимира Сергійчука, професора кафедри давньої та нової історії України Київського національного університету ім. Тараса Шевченка: "Михайло Стельмах написав би правдиво про ОУН-УПА. Він навіть пробував зробити це свого часу, бодай і в жорстких рамках ідеологічного завдання партії. Але йому не дали можливості сказати хоч частинку правди про ОУН-УПА. В цьому може переконатися …, коли ознайомиться з доповідною начальника Головліту УССР К. Полонника секретареві ЦК КП(б)У І. Назаренку від 2.10.1952 р.:
«Доповідаю, що Головліт УССР не дозволив до видання й повернув видавництву „Радянський письменник“ на переробку повість Михайла Стельмаха „Над Черемошем“.
Поставивши своєю метою показати процес колективізації в селах станіславської Верховини в 1948—1950 рр., який відбувався в умовах куркульського спротиву, Мих. Стельмах не зумів надати цьому спротиву яскраво вираженого класового характеру. Замість приречених куркулів, у Стельмаха діють озброєні найновішою автоматичною зброєю буржуазні націоналісти, т. зв. бандерівці, які мають свою розгалужену організацію, свій керівний центр, свою „Українську головну військову раду“, яка навіть карбує і нагороджує своїх головорізів, що відзначилися, орденами і медалями — на зразок медалі „3а боротьбу в особливо важких умовах“.

Сам цього, можливо, не бажаючи, автор надав націоналістичному підпіллю характер великої і грізної сили, здатної тримати в страху населення і представників радянської влади на значній території, що політично нам не тільки не бажано, але й дуже шкідливо»
(Центральний державний архів громадських об'єднань України — ЦДАГОУ: Ф. 1. Оп, 24. Спр. 1566. Арк. 144)". http://vsiknygy.net.ua/person/19935/ [Архівовано 24 лютого 2017 у Wayback Machine.]

## Родина

#### Дружина
Стельмах Леся Анатоліївна
Сини:
- Ярослав Стельмах — дитячий письменник, драматург, автор вистави «Синій автомобіль»;
- Дмитро Стельмах — перекладач, письменник.

Донька:
- Марта Стельмах — філолог, фольклорист, дизайнер ландшафту.

## Творчість
Писав у стилі соцреалізму. Починав з віршів, але від 1940-х віддавав перевагу прозі. Автор поетичних книжок для дітей. Одним із перших у післявоєнній художній літературі порушив проблему Голоду 1932—1933 років та боротьби ОУН-УПА проти СРСР.
Як поет друкується з 1936 року. У 1941 році з'явилася перша поетична збірка «Добрий ранок». У роки війни вийшли збірки «За ясні зорі», «Провесінь». Поезію Стельмаха відзначає глибокий ліризм, пісенність, емоційність, вплив фольклору, багатогранність тематики.
Проза Стельмаха — типовий зразок літератури соцреалізму, з властивим йому кожночасним пристосуванням до партійної лінії (наприклад, роман «Велика рідня», перейнятий духом ґлорифікації Сталіна і відзначений сталінською нагородою 1951, Стельмах переробив відповідно до критики «культу особи» і 1957 року перевидав під назвою «Кров людська — не водиця») і так званого «прикрашення» радянської дійсності, від якого не вільні твори Стельмаха посталінської доби.
Проте спроба написати твір про післявоєнну Галичину, війну ОУН-УПА на рідному Поділлі, наштовхується на опір цензури. Доктор історичних наук Володимир Сергійчук пише:
|  | Михайло Стельмах написав би правдиво про ОУН-УПА. Він навіть пробував зробити це свого часу, бодай і в жорстких рамках ідеологічного завдання партії. Але йому не дали можливості сказати хоч частинку правди про ОУН-УПА. В цьому може переконатися ... , коли ознайомиться з доповідною начальника Головліту УССР К. Полонника секретареві ЦК КП(б)У І. Назаренку від 2.10.1952 р.: «Доповідаю, що Головліт УССР не дозволив до видання й повернув видавництву «Радянський письменник» на переробку повість Михайла Стельмаха «Над Черемошем». Поставивши своєю метою показати процес колективізації в селах станиславської Верховини в 1948–1950 рр., який відбувався в умовах куркульського спротиву, Мих. Стельмах не зумів надати цьому спротиву яскраво вираженого класового характеру. Замість приречених куркулів, у Стельмаха діють озброєні найновішою автоматичною зброєю буржуазні націоналісти, т. зв. бандерівці, які мають свою розгалужену організацію, свій керівний центр, свою «Українську головну військову раду», яка навіть карбує і нагороджує своїх головорізів, що відзначилися, орденами і медалями — на зразок медалі «3а боротьбу в особливо важких умовах». Сам цього, можливо, не бажаючи, автор надав націоналістичному підпіллю характер великої і грізної сили, здатної тримати в страху населення і представників радянської влади на значній території, що політично нам не тільки не бажано, але й дуже шкідливо». |

Роман «Правда і кривда» викликав першу політичну дискусію в українському середовищі після погромів 1930-х років. Зокрема, там є такі зухвалі слова: «Ми найстрашнішого ворога — фашизм — вже закопуємо у могилу, а цей ворог ще поміж нас ходить». Не дарма критик Іван Світличний відзначив, що Стельмах уперше:
|  | прямо і відверто, без різного звичайного в таких випадках словесного туману, пише і про сирітські драми, і про занедбаність чи й зовсім відсутність демократії в колгоспах, і про податкові утиски, і про найбільше зло нашого часу — бюрократію, і про багато інших прикрих, але, на жаль, реальних речей, про які інші говорять пошепки і з оглядками. |

1964 року український режисер Олександр Горбенко вперше в СРСР поставив «Правду і кривду» на сцені Житомирського українського музично-драматичного театру.
Ще одна заслуга Стельмаха — перша публічна розмова про факт «незрозумілого» голоду 1932-33 в Україні у глухі брежнєвські часи. У творі «Чотири броди» (1978) Стельмах примушує українське суспільство згадати про жертв Голодомору, вказує на відвертих колаборантів (Магазник), які брали участь в організації штучного голоду на селі. Разом з романом «Правда і кривда», творчість Стельмаха у 1960-70-х рр. схарактеризована критиками як «політична»! (Леонід Новиченко, 1988). А ще Стельмах був фронтовиком і особисто сміливою людиною. Мабуть тільки він міг написати 1973 некролог у київській пресі пам'яті українського поета, в'язня ГУЛАГ СРСР Олеся Журби.
Винятково багата народною лексикою, специфічним гумором, проза Стельмаха за стилем споріднена з ліризованою прозою Михайла Коцюбинського, Юрія Яновського, з особливо виразно помітними впливами Олександра Довженка. Одначе, згадані вже негативні прикмети, обумовлені жанровим терором, застосовуваним щодо підневільних українських літераторів. Проте виразний нахил до сентименталізму (теж властивого тій методі), щоправда, забезпечують Стельмаху одне з провідних місць в літературній ієрархії УРСР. Твори Стельмаха включені до шкільних програмах з літератури в загальноосвітніх школах України, а на Поділлі Стельмаха відносять до ключових літературних постатей краю ХХ ст.
Михайло Стельмах був єдиним українським радянським письменником, що здобувся найвищих нагород за свою творчість і не був членом Комуністичної партії Радянського Союзу.
В журналі «Перець» № 10 за 1972 р. розміщено дружній шарж А. Арутюнянца, присвячений М. Стельмаху. Текст привітання написав Д.Молякевич.

### Твори

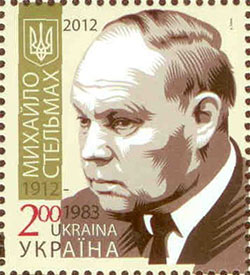
Марка, присвячена Стельмаху

- Казка про правду та кривду;
- Поміж березами дівча іде;
- Рідня;
- Тільки хвилі, і небо блакитне;
- Чотири броди (1978).

#### Поетичні збірки
- Добрий ранок (1941);
- За ясні зорі (1942);
- Провесінь (1942);
- Шляхи світання (1948);
- Жито сили набирається (1954);
- Поезії (1958);
- Мак цвіте (1968).

#### Прозові твори
- Березовий сік (збірка новел, 1944);
- Велика рідня, роман (книга 1 «На нашій землі», 1949, книга 2 «Великі перелоги», 1951);
- Хліб і сіль (роман, 1959);
- Правда і кривда (роман, 1961);
- Дума про тебе (роман, 1969);
- Над Черемошем. Гуцульські мотиви (повість, 1952);
- Гуси-лебеді летять (повість, 1964);
- Щедрий вечір (повість, 1967);
- На Івана Купала (п'єса, 1966);
- Зачарований вітряк (п'єса, 1967);
- Кум королю (п'єса, 1968);
- Живи, Україно! (сценарій документального фільму, 1958);
- Твори, томи 1—6 (1972—1973).

#### Книжки для дітей
- Жнива (1951);
- Колосок до колоска (1951);
- Живі огні (1954);
- Весна-весняночка (1955);
- У сестрички дві косички (1955);
- В їжаковім вітряку, Як журавель збирав щавель (1957);
- Бурундукова сім'я (1963);
- Цапків урожай (1967);
- Літо-літо (1969);
- Лісова казка (1980);
- Непослушко довгі вушка і дзвоник (1980);
- Гуси-лебеді летять (1964);
- Щедрий вечір (1966).

## Нагороди та відзнаки
Лауреат:
- Сталінської премії (1951; за роман «Велика рідня»);
- Ленінської премії (1961; за трилогію «Хліб і сіль», «Кров людська — не водиця», «Велика рідня»); в серпні 1963 у Дяківцях відкрито школу-одинадцятирічку, на спорудження якої Стельмах передав землякам грошову винагороду Ленінської премії.  [Архівовано 29 червня 2016 у Wayback Machine.]
- Державної премії УРСР імені Т. Г. Шевченка (1980; за роман «Чотири броди»).

Указом Президії Верховної Ради СРСР від 23 травня 1972 року за літературну і громадську діяльність, а також у зв'язку з наближенням 60-річчям Михайлу Опанасовичу Стельмаху присвоєно звання Героя Соціалістичної Праці з врученням ордена Леніна і золотої медалі «Серп і Молот».
Нагороджений трьома орденами Леніна (в тому числі 28 жовтня 1967, 23 травня 1972), орденами Жовтневої Революції, Трудового Червоного Прапора (5 червня 1962), Дружби народів, Вітчизняної війни 2-го ступеня (11 березня 1985), медалями.

## Вшанування пам'яті
- У Вінниці, на алеї письменників, встановлене погруддя Михайла Стельмаха.
- Меморіальні дошки встановлені:

- в Києві на будинку Роліту, у якому він жив у 1946–1952 і 1965–1983 роках (відкрита 18 квітня 1986 року; граніт; барельєф; скульптор Ф. М. Согоян, архітектори Є. М. Стамо, М. М. Фещенко);
- у Вінниці на будівлі навчального корпусу № 1 Вінницького педагогічного університету, у якому він навчався у 1930–1933 роках.
- у Запоріжжі на будівлі навчального корпусу № 1 Запоріжського національного університету, у якому він перебував у 1963, 1975, 1976 роках.
- У місті Київ є Бібліотека імені Михайла Стельмаха.
- На честь Михайла Стельмаха названо вулиці у Києві (1987), Броварах, Вінниці, Жмеринці, Хмельницькому.

Бюст на Алеї видатних земляків у Центральному міському парку Вінниці
Меморіальна дошка на Роліті
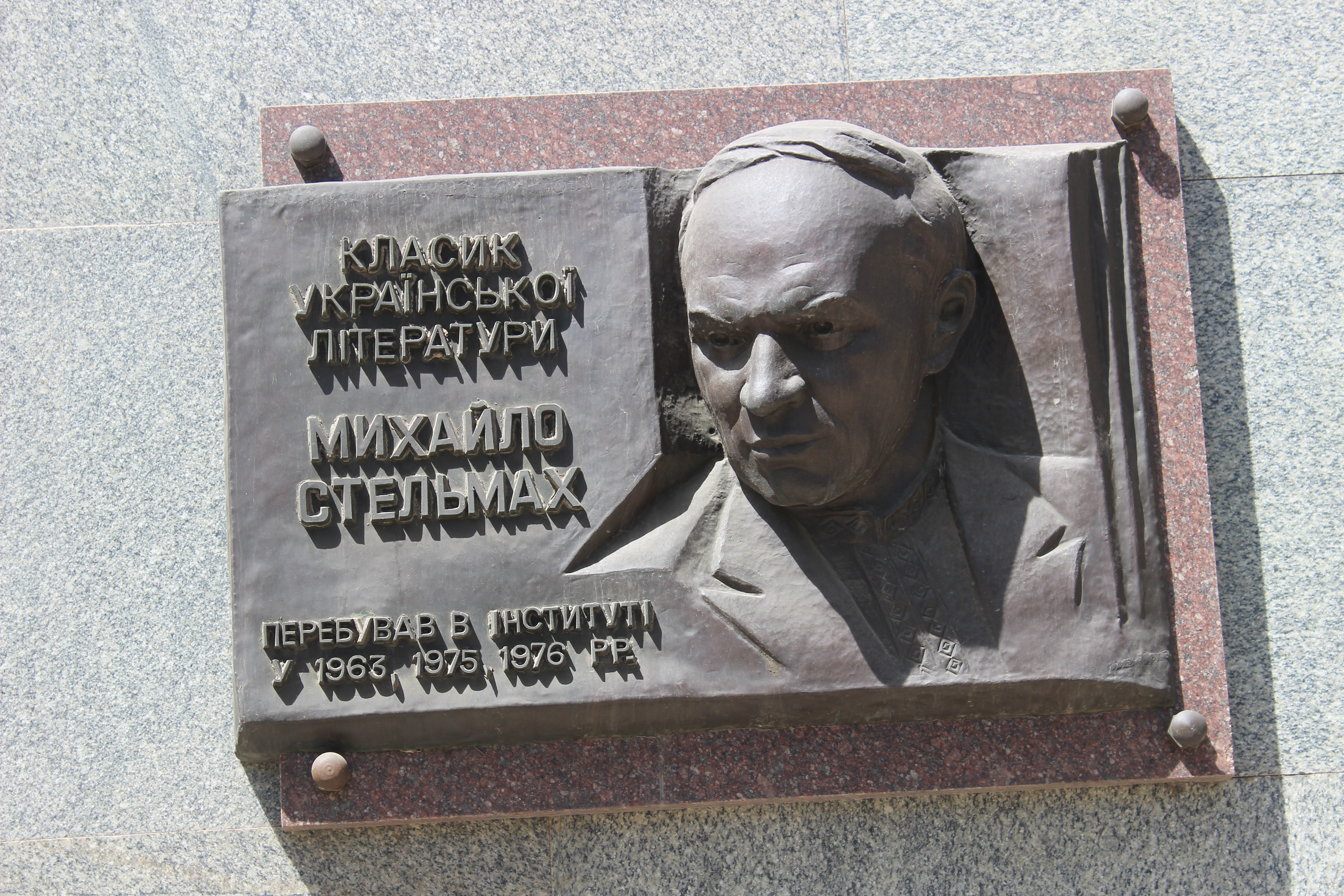
Меморіальна дошка Михайлу Стельмаху на першому корпусі ЗНУ